# Kamienica Pod Złotym Półksiężycem we Wrocławiu
Kamienica Pod Złotym Półksiężycem (niem. Halber Mond) lub Pod Połową Księżyca – kamienica na wrocławskim rynku, na jego północnej pierzei, zwanej Targiem Łakoci.

## Historia i architektura kamienicy
Pierwotny budynek na parceli został postawiony w pierwszej połowie XIV wieku. Budynek był jednotraktowy i zajmował 2/3 szerokości (ok. 12 metrów) kurii pomiędzy starszymi kamienicami. Działka, na której stał budynek, należała do kamienicy nr 50, o czym może świadczyć zamurowany otwór drzwiowy w bocznej ścianie piwnicy. Pod koniec XIV wieku kamienica została rozbudowana o drugi trakt, a piwnice zostały pokryte ceglanym sklepieniem krzyżowym w pierwszym trakcie i krzyżowo-żebrowym w drugim. Z tego okresu zachowała się tylna część piwnicy oraz część przednia ze sklepieniem krzyżowym wspartym na centralnym filarze.
Na początku XVII wieku została zmieniona fasada kamienic; nadano jej barokowy wygląd. Kamienica miała trzy piętra i stromy szczyt zakończony spływami wolutowymi. Około 1730 roku właścicielem kamienicy był J.J. von Blanckenhagen. Ozdobił wejście frontowe barokowym portalem, który po 1870 został przeniesiony na tylną elewację budynku. Nad portalem znajdował się manierystyczny fryz, płaskorzeźbiony, ozdobiony liśćmi akantu oraz uskrzydlonymi postaciami kobiet. Na środku znajdowała się plakietka z godłem domu oraz z napisem: "Bei dem goldenen/ Monden". W takim kształcie kamienica zachowała się do 1870 roku.
W kamienicy mieszkał śląski malarz i grafik Bodo Zimmermann.

## Po II wojnie światowej
Działania wojenne w 1945 roku całkowicie zniszczyły kamienicę. Jej rekonstrukcja zakończona została po 1955 roku według projektu Edmunda Małachowicza wykonanego na podstawie materiałów ikonograficznych i rysunków Rudolfa Steina i swoim wyglądem nawiązuje do stanu z ok. 1870. Frontowe drzwi zostały ozdobione portalem przeniesionym z Kamienicy nr 13.